# 21st Century Pirates
21st Century Pirates è il primo album ufficiale dei Private Line, pubblicato nell'aprile 2004.
Il disco contiene una cover di Live Wire dei Mötley Crüe.

## Tracce
1. 1-800-Out-Of-Nowhere
2. Little Sister
3. Forever and a Day
4. While God Saves I Destroy
5. Already Dead
6. White-Collar Crime
7. Cheerleaders & Dopedealers
8. Selflove-Sick
9. Bleed
10. Live Wire
11. Last Night on Earth

## Singoli
1. 1-800-Out-Of-Nowhere
2. Forever and a Day
3. Already Dead

## Video
1. 1-800-Out-Of-Nowhere
2. Forever and a Day